# HMS La Malouine (K46)
HMS La Malouine (K46) je bila korveta razreda flower Kraljeve vojne mornarice, ki je bila operativna med drugo svetovno vojno.

## Zgodovina
Prvotno je bila ladja splovljena in sprejeta v Francosko vojno mornarico. Po francoski kapitulaciji leta 1940 so ladjo zasegli in dokončno opremili za potrebe Kraljeve vojne mornarice. 22. maja 1947 so ladjo razrezali v Gelliswick Bayju.